# Clostera pigra
Clostera pigra (tên tiếng Anh: Small Chocolate-tip) là một loài bướm đêm thuộc họ Notodontidae. Nó được tìm thấy ở châu Âu ranging to Maroc ở phía nam và Đông Á in the east.
Sải cánh dài 22–27 mm. Con trưởng thành bay từ tháng 5 đến tháng 8 làm hai đợt tùy theo địa điểm.
Ấu trùng ăn các loài Populus và Salix.

## Hình ảnh

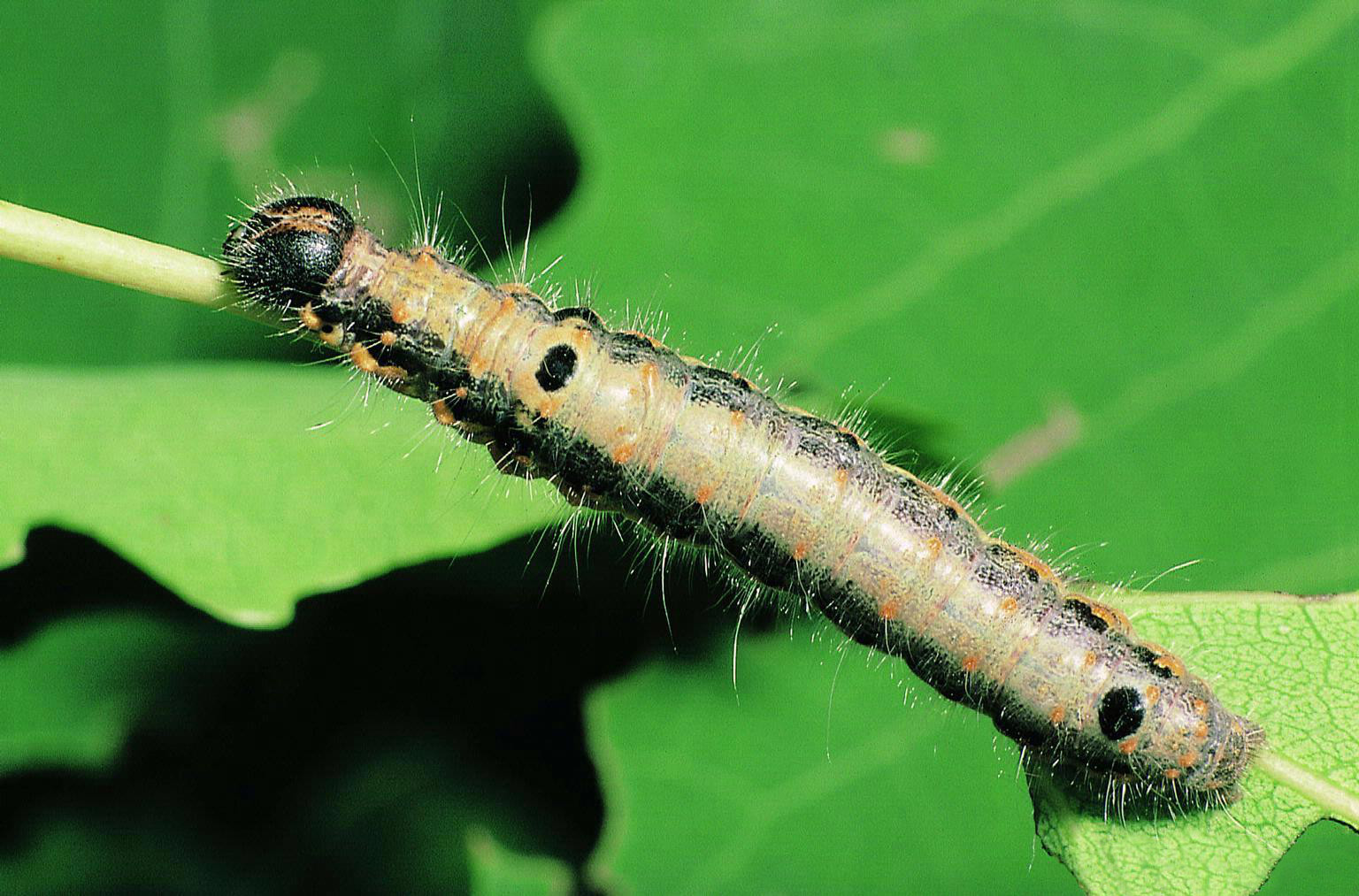
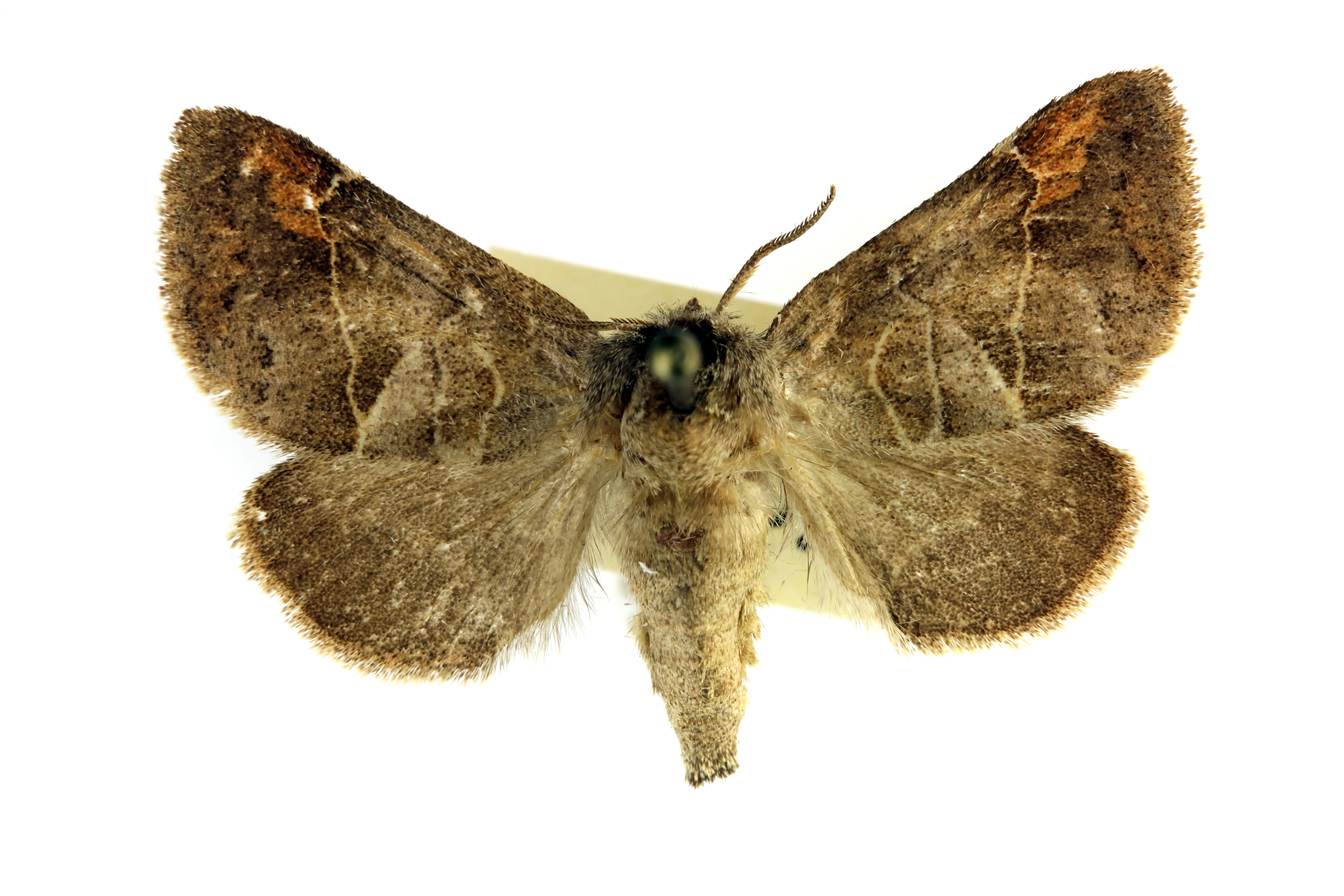
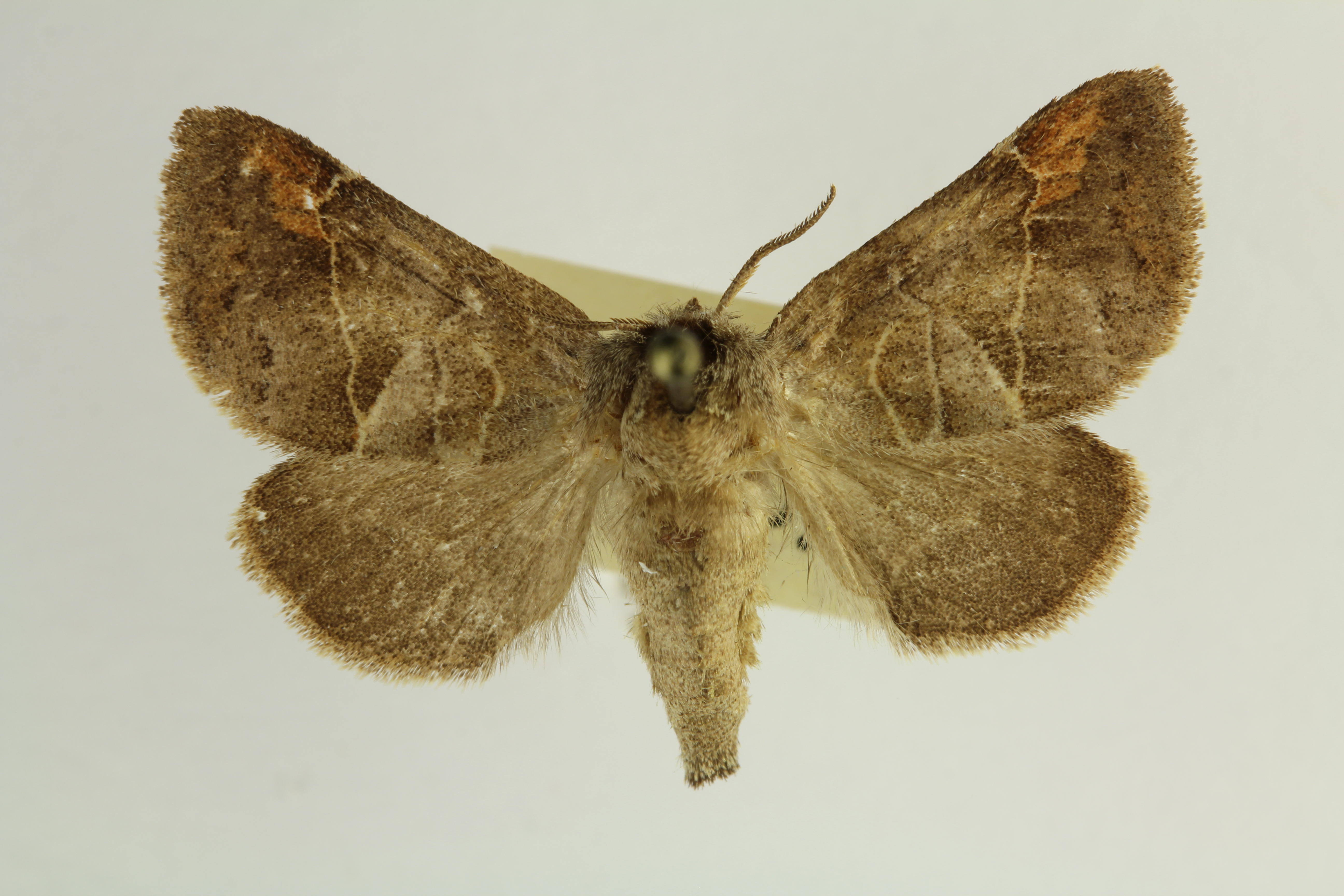
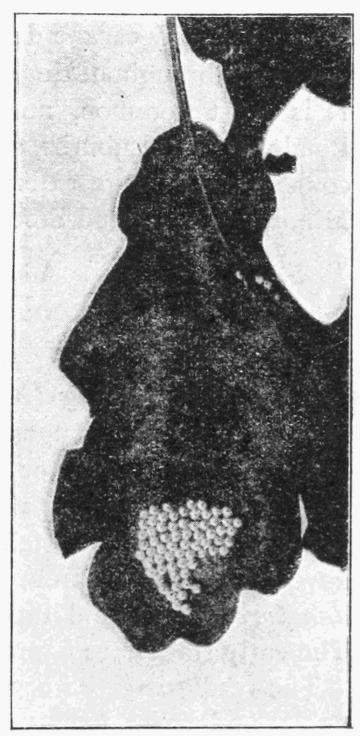